# عشاق در یک پارک
عاشقان در یک پارک یک نقاشی رنگ روغن از فرانسوا بوشه است. بوشه این نقاشی را در سال ۱۷۵۸ کشیده‌است.